# Pedro V del Congo
Pedro V Elelo del Congo fue rey de Congo desde el 7 de agosto de 1859 hasta febrero de 1891, sucediendo a Álvaro XIII. Fue el primer manicongo que juró vasallaje a Portugal, desapareciendo el Congo independiente precolonial. Su base estaba en el distrito de Madimba.

## Biografía

### Origen
Pedro V fue al menos el sexto rey de nombre Pedro en gobernar el Congo, pero desde el comienzo de su reinado, firmó su correspondencia como Pedro V entonces ignorando que Pedro V que había gobernado desde 1763-1764 antes de ser expulsado por Álvaro XI. Los estudiosos no están seguros de por qué persistió en este error, otros reyes, como Álvaro XIII eran conscientes de que reyes más tempranos se habían llamado Álvaro después de un largo período de tiempo, y la lista de reyes era bien conocida, una copia de una había estado en la capital São Salvador desde al menos 1844. Una teoría es que tomó el nombre de Pedro V en honor del entonces rey portugués reinante, que era Pedro V.
Era el hijo de Dona Isabella, una hermana de uno de los manicongos predecesores, Henrique II, y su derecho a la sucesión fue disputado, lo que lo enfrentó a Álvaro XIII. Los electores eligieron en 1857 a Álvaro XIII para gobernar, pero Pedro, quien fue expulsado de la ciudad, buscó la ayuda de los portugueses, quienes habían ocupado recientemente Bembe, localizada en el sur del corazón de sus dominios. Para obtener esta ayuda, Pedro juró vasallaje a Portugal, el primer rey Kongo en hacer eso. Con la ayuda portuguesa, fue capaz, después de una larga lucha, de capturar São Salvador y expulsar a Álvaro en agosto de 1859.

### Reinado
Una vez en el poder, Pedro trabajó en reforzar su posición, primero usando la presencia de los sacerdotes católicos portugueses, ordenando a sus seguidores más cercanos como Caballeros de la Orden de Cristo, y arreglando y sufragando el funeral de varios miembros de la alta nobleza congoleña muertos. También dirigió el repoblamiento de São Salvador y la reconstrucción de la capital, tarea que había iniciado Pedro IV al final de la guerra civil del Reino del Congo en 1709.
Pedro se benefició de la trasformación de la economía del Congo a mediados del siglo XIX, en el comercio legítimo reemplazando el comercio de esclavos como economía primaria del Congo en el comercio exterior. Kongo exportó maní, marfil y otros productos exóticos a los comerciantes europeos, ya sea a los portugueses de Luanda en la colonia de Angola, ya sea a los comerciantes franceses, holandeses e ingleses que se habían establecido en Boma, en el río Congo. Pedro se ganó la lealtad de los pequeños gobernantes locales que controlaban esa ruta, y ellos aceptaron títulos de nobleza a cambio. Entonces dio la bienvenida a varias factorías en las casas de São Salvador.
Sin embargo los nuevos lazos comerciales que ayudaron a Pedro a ganar estabilidad financiera y hacer de São Salvador el mayor centro comercial también tuvo su costo. La transformación de la economía del Congo, a la vez que en otras partes de África central fue en los términos de una "revolución comercial" que puso a menudo a anteriormente débiles gobernantes locales en poderosas posiciones. Pedro enfrentó su mayor desafío de Garcia Bwaka Matu, cuyo pueblo de Makuta al este de São Salvador se había convertido en un importante puesto comercial. Bwaka Matu controló el comercio y a menudo negó a Pedro el acceso a mercados lucrativos y supuso una seria amenaza en la década de 1870 hasta la muerte de Bwaka Matu en 1881. En febrero de 1860 el rey hizo asesinar en Kissembo al príncipe Nicolas de Agua Rosada, uno de los hijos de Henrique III del Congo, que protestó contra su sumisión al monarca.
Aunque Pedro había sido puesto en el poder por los portugueses y había jurado vasallaje y estos habían dejado una guarnición en São Salvador, en 1870 los portugueses decidieron retirarse de São Salvador, dejando en Pedro el mando absoluto. Pedro había ya probado ser un vasallo problemático, porque en la década de 1860 había apoyado a los gobernantes del área de Dembo (a lo largo de la frontera angoleña, quienes se oponían a Portugal.
En la Conferencia de Berlín de 1884-1885, los territorios que aun estaban administrados por los manikongos fueron repartidos entre Portugal, Bélgica y Francia. El rey Pedro V Elelo voluntariamente reafirmó en 1888 el vasallaje del reino a Portugal. La figura del monarca pasó a tener un papel folklórico y ceremonial. Fue sucedido nominalmente por su hijo Álvaro XIV Agua Rosada.